# Titularbistum Nicopolis in Armenia
Nicopolis in Armenia (lat.: Nicopoli di Armenia) ist ein Titularbistum der römisch-katholischen Kirche im frühen Armenien.
| Titularbischöfe von Nicopolis |                                                             | |                   |                    |
| Nr.                           | Name                                                        | Amt | von               | bis                |
| 1                             | Johann Balthasar Liesch von Hornau                          | Weihbischof in Breslau (Böhmen)                                                                                             | 27. November 1625 | 13. September 1661 |
| 2                             | Alexander Dirre                                             | Weihbischof in Olmütz (Böhmen)                                                                                              | 11. Juni 1668     | 21. November 1669  |
| 3                             | Johann Joseph von Breuner                                   | Weihbischof in Olmütz (Böhmen)                                                                                              | 15. Dezember 1670 | 4. Juli 1695       |
| 4                             | Gottfried Ulrich de la Margelle                             | Weihbischof in Köln (Deutschland)                                                                                           | 3. Dezember 1696  | Mai 1703           |
| 5                             | Franz Arnold Reichsfreiherr von Wolff-Metternich zur Gracht | Koadjutorbischof von Paderborn (Deutschland)                                                                                | 17. Dezember 1703 | 9. März 1704       |
| 6                             | James Gordon                                                | Koadjutorvikar von Schottland Apostolischer Vikar von Schottland Apostolischer Vikar des Lowland Districts (Großbritannien) | 21. August 1705   | 18. Februar 1746   |
| 7                             | Stefano Benedetto Paulovic-Lucich                           | Weihbischof in Split-Makarska (Kroatien)                                                                                    | 13. Dezember 1880 |                    |
| 8                             | Jules-Joseph Cénez OMI                                      | Apostolischer Vikar von Basutoland (Lesotho)                                                                                | 25. Januar 1909   | 24. Mai 1930       |